# 短舌少穗竹
短舌少穗竹（学名：Oligostachyum scabriflorum var. breviligulatum）为禾本科少穗竹屬下的一个变种。

## 扩展阅读
- 維基物種上的相關：短舌少穗竹